# Liste der kubanischen Botschafter in Deutschland
Die Botschaft befindet sich seit 1991 in der Stavangerstraße 20 in Berlin.

## Geschichte
Die Einrichtung von Botschaften zwischen Deutschland und Kuba reicht bis zum Beginn des 20. Jahrhunderts zurück. Nach der Bildung zweier deutscher Staaten gab es in Ost-Berlin und in Bonn jeweils eine diplomatische Vertretung.
| ernannt / akkreditiert | Name / Bild                                                                   | Bemerkung | ernannt während der Präsidentschaft von | akkreditiert während der Regierung von | Posten verlassen |
| ---------------------- | ----------------------------------------------------------------------------- | --- | --------------------------------------- | -------------------------------------- | ---------------- |
| 1904                   | der kubanische Gesandte in London war regelmäßig auch in Berlin akkreditiert. | Vermittels des Platt Amendment setzte das Kabinett Theodore Roosevelt von 29. September 1906 bis 28. Januar 1909 Charles Edward Magoon und William Howard Taft als Gouverneure in Kuba ein.        | Tomás Estrada                           | Wilhelm II.                            | 1910             |
| 1910                   | Gonzalo de Quesada y Aróstegui                                                | | José Miguel Gómez                       | Wilhelm II.                            | 9. Jan. 1915     |
| 1915                   | Arístides de Agüero y Betancourt                                              | | Mario García Menocal                    | Wilhelm II.                            | 10. Apr. 1917    |
| 1917                   |                                                                               | Schutzmacht Spanien | Mario García Menocal                    | Wilhelm II.                            | 1920             |
| 1920                   | Arístides de Agüero y Betancourt                                              | | Mario García Menocal                    | Kabinett Bauer                         | 1932             |
| 1933                   | Carlos de Armenteros y de Cárdenas                                            | (* 9. Mai 1880) 1921 außerordentlicher Gesandter und Ministre plénipotentiaire in Rom, 1930: Botschafter in Bern                                                                                   | Ramón Grau                              | Kabinett Hitler                        | 1934             |
| 1934                   | Aurelio Fernández Concheso                                                    | 5. Februar 1941–1944 Botschafter in Washington D. C. | Carlos Mendieta                         | Kabinett Hitler                        | 11. Dez. 1941    |
| 1952                   | Avelino Cañal y Barrachina                                                    | Am 1. Juli 1957 überreichte Avelino Cañal y Barrachina Konrad Adenauer ein Großkreuz mit dem ihn Fulgencio Batista am 6. Februar 1957 in den Orden de Carlos Manuel de Céspedes aufgenommen hatte. | Fulgencio Batista                       | Kabinett Adenauer I                    | 1960             |
| 15. Juni 1959          | Rafael Eric Agüero Montoro                                                    | [ 2 ] | Manuel Urrutia                          | Kabinett Adenauer III                  | 11. Juli 1960    |
| 11. Juli 1960          | Ignacio Bustillo García                                                       | Attaché | Osvaldo Dorticós                        | Kabinett Adenauer III                  | 8. Aug. 1960     |
| 8. Aug. 1960           | Geschäftsträger                                                               | | Osvaldo Dorticós                        | Kabinett Adenauer III                  | 14. März 1963    |
| 14. März 1963          | Unterbrechung der Beziehungen                                                 | | Osvaldo Dorticós                        | Kabinett Adenauer V                    | 1975             |
| 1981                   | Luis García Peraza                                                            | 1994: Leiter der Abteilung Europa im Außenministerium, 6. Oktober 1998 bis 8. April 2000: Botschafter in Wien                                                                                      | Fidel Castro                            | Kabinett Schmidt III                   | 1986             |
| 1987                   | Angel Raúl Barzaga Navas                                                      | 1971: Botschafter in Belgrad vorher dort Gesandtschaftssekretär erster Klasse, ab 27. Juni 1975 Botschafter in Phnom Penh, ab 2013 Botschafter in Algier                                           | Fidel Castro                            | Kabinett Kohl III                      | 1992             |
| 1994                   | Rodney Alejandro López Clemente                                               | 1996 bis 1999: Botschafter in London, 2. März 2006 bis 2010: Botschafter in Rom | Fidel Castro                            | Kabinett Kohl IV                       | 1995             |
| 10. Sep. 1995          | Oscar Israel Martínez Cordovés                                                | | Fidel Castro                            | Kabinett Kohl V                        | 4. Okt. 2000     |
| 28. Juni 1996          | Perfecto Julio Alvarez Dortas                                                 | Gesandter Am 21. November 2008 als Generalkonsul von Las Palmas, Gran Canaria abberufen. | Fidel Castro                            | Kabinett Kohl V                        | 26. Feb. 2002    |
| 11. Jan. 2001          | Marcelino Medina González                                                     | außerordentlicher und bevollmächtigter Botschafter (* 1961) 20. September 2011: Stellvertretender Außenminister                                                                                    | Fidel Castro                            | Kabinett Schröder I                    | 8. Juli 2005     |
| 24. Feb. 2003          | Marieta García Jordan                                                         | Gesandtschaftssekretärin erster Klasse, Leiterin der Außenstelle Bonn | Fidel Castro                            | Kabinett Schröder II                   | 14. Feb. 2006    |
| 11. Aug. 2005          | María Esther Fiffe Cabreja                                                    | Botschaftsrätin, ab 1. November 2012: Botschafterin in Oslo | Fidel Castro                            | Kabinett Schröder II                   |                  |
| 1. Sep. 2005           | Gerardo Peñalver Portal                                                       | außerordentlicher und bevollmächtigter Botschafter | Fidel Castro                            | Kabinett Schröder II                   |                  |
| 8. Sep. 2005           | Deborah Azcuy Carrillo                                                        | Gesandtschaftssekretärin erster Klasse | Fidel Castro                            | Kabinett Schröder II                   |                  |
| 14. Mai 2006           | Yuniel González Gómez                                                         | Gesandtschaftssekretär erster Klasse in Bonn | Raúl Castro                             | Kabinett Merkel I                      |                  |
| 2009                   | Raúl Francisco Becerra Egaña                                                  | Botschafter der Republik Kuba in Berlin | Fidel Castro                            | Kabinett Merkel I                      | 5. Mai 2012      |
| 21. Okt. 2013          | René Juan Mujica Cantelar                                                     | [ 10 ] | Raúl Castro                             | Kabinett Merkel II                     |                  |
| 2017                   | Ramón Ignacio Ripoll Díaz                                                     | | Raúl Castro                             | Kabinett Merkel III                    | 2022             |
| 7. Apr. 2022           | Juana Martínez González                                                       | | Miguel Díaz-Canel                       | Kabinett Scholz                        |                  |

siehe auch: Liste der kubanischen Botschafter in der Deutschen Demokratischen Republik